# エウレカコンピューター
エウレカコンピューター株式会社（EUREKA COMPUTER）はコンピューター関連の開発を行う日本のベンチャー企業。創業者は山下寿也。共同代表取締役として寺野慎太郎。
主な業務は受託によるシステム開発。現在はeスポーツグラウンドというゲームとスポーツを融合したエレクトロニック・スポーツのプラットフォームを開発し、第14回文化庁メディア芸術祭のエンターテイメント部門審査委員会推薦作品に選出。

## 沿革

### 社業沿革
- 2002年（平成14年）、渋谷区神宮前にて有限会社イーヘッドラインとして設立。
- 2007年（平成19年）、本社を品川区西五反田に移転。
- 2008年（平成20年）、社名をエウレカコンピューター株式会社に変更。
- 2009年（平成21年）、本社を埼玉県戸田市に移転。